# Guapimirim
Guapimirim est une ville de l'État de Rio de Janeiro au Brésil. La ville comptait 51 487 habitants en 2010 et sa superficie est de 360,813 km2.

## Maires
| Période | Période | Identité                                      | Étiquette | Qualité |
| ------- | ------- | --------------------------------------------- | --------- | ------- |
| 2005    | 2008    | Nelson Costa Mello « Nelson do Posto »        | PMDB      |         |
| 2009    | 2012    | Renato Costa Mello Junior « Junior do Posto » | PTC       |         |